# Farine de pois chiche

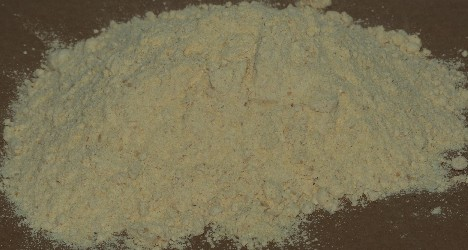
Farine de pois chiches.

La farine de pois chiche est produite par la mouture des graines d'une légumineuse, le pois chiche. Sans gluten, elle peut, dans certains régimes, se substituer à la farine de blé, d'avoine ou de seigle.

## Présentation
Elle s'emploie surtout en Inde, où elle est connue sous le nom de besan ou gram, et également en Algérie, où elle est utilisée pour préparer la calentica et le ghribia. 
En Europe, on l'utilise essentiellement sur le pourtour méditerranéen.
En Italie, elle est très appréciée autour de Palerme sous forme de panelle et en Ligurie pour la préparation de la farinata, une galette cuite à l'huile d'olive.
En France, elle est l'ingrédient principal de la « socca » que l'on trouve entre Menton et Nice, ou encore de la « cade » comme elle est nommée entre Hyères et Toulon. En Provence, elle entre aussi dans la composition des panisses.